# Xin bubujingxin
Xin bubujingxin (新步步驚心T, Xīn bùbùjīngxīnP; titolo internazionale Time to Love) è un film del 2015 diretto da Song Di.
È liberamente tratto dal romanzo Bubujingxin della scrittrice Tong Hua.

## Trama
Cadendo nella vasca di casa sua, Zhang Xiaowen, una ragazza dell'epoca moderna, si ritrova nella Cina dell'imperatore Kangxi, nel corpo della figlia di un generale, Ruoxi. La ragazza s'innamora a prima vista del serio e posato quarto principe, del quale è ospite, e intanto fa amicizia con il quattordicesimo principe, uno spirito libero al quale racconta di provenire dal futuro. Intanto, il principe ereditario minaccia la vita della ragazza.

## Colonna sonora
1. Time to Love (新步步驚心) – Bibi Zhou
2. The Most Beautiful Love Letter (最美的情書) – Ivy Chen
3. I Love You Step by Step (愛你步步驚心) – Hu Xia